# Nhà thờ Thánh Stephen ở Rudiny
Nhà thờ Thánh Stephen ở Rudiny (tiếng Slovakia: Kostol svätého Štefana Kráľa v Rudiny) là một nhà thờ Công giáo La Mã được xây dựng theo phong cách kiến trúc Romanesque, tọa lạc ở quận Dolné Rudiny, thành phố Žilina, Slovakia. Nhà thờ này là di tích kiến trúc lâu đời nhất trong thành phố. Vào ngày 5 tháng 11 năm 1963, nhà thờ được ghi danh vào Danh sách Di tích Trung ương theo quyết định của Bộ Văn hóa Cộng hòa Slovakia.

## Lịch sử
Theo truyền thuyết, vị vua Hungary đầu tiên là Thánh Stephen xây dựng ngôi nhà thờ này để tưởng nhớ về trận chiến mà ông đã chiến đấu với quân đội của Vua Ba Lan Bolesław I Dũng cảm vào đầu thế kỷ 11. Theo nghiên cứu khảo cổ học thực hiện vào các năm 1995 và 2000, nhà thờ này được xây dựng vào đầu thế kỷ 13. Lúc bấy giờ, nhà thờ có sáu hoặc bảy khu định cư thời Trung cổ bao xung quanh. Một bức tường đá bao bọc nhà thờ. Cổng vào và pháo đài hình tròn của nhà thờ này được xây dựng vào giữa thế kỷ 16. Công cuộc tái thiết nhà thờ theo phong cách kiến trúc Baroque diễn ra vào năm 1762 đã làm thay đổi diện mạo ban đầu của nhà thờ. Hiện tại, ngôi nhà thờ này vẫn ở trong tình trạng tương đối tốt.